# غيليس مارشال
غيليس مارشال (بالفرنسية: Gilles Marchal)‏ هو مغني وكاتب أغاني فرنسي، ولد في 2 سبتمبر 1944 في باريس في فرنسا، وتوفي في 11 أبريل 2013 في لو تشيسناي في فرنسا.

## وصلات خارجية
- الموقع الرسمي
- غيليس مارشال على موقع ميوزك برينز (الإنجليزية)
- غيليس مارشال على موقع ديسكوغز (الإنجليزية)